# San Lorenzo Dorsino
San Lorenzo Dorsino (San Lorénz Dorsin in dialetto trentino) è un comune italiano di 1 567 abitanti della provincia di Trento, in Trentino-Alto Adige.
Il comune sparso è stato istituito il 1º gennaio 2015 per fusione dei territori di San Lorenzo in Banale (ora sede municipale) e Dorsino.

## Storia

### Simboli
Lo stemma è stato approvato con deliberazione della Giunta provinciale del 16 marzo 2015, n. 406.
Nello stemma sono rappresentate le caratteristiche del territorio e della storia della comunità unita da valori comuni e dalla fedeltà al principato vescovile riprendendo elementi degli emblemi di San Lorenzo in Banale (la composizione semipartita troncata, gli archi, i bisanti simbolo delle antiche Sette Ville e lo scudetto in cuore) e di Dorsino (l'orso passante e i tre abeti per le sue tre frazioni).

## Monumenti e luoghi d'interesse

### Architetture religiose
- Chiesa di Santa Maria Assunta a Tavodo
- Chiesa di San Lorenzo, a San Lorenzo in Banale
- Santuario della Beata Maria Vergine di Caravaggio a Deggia
- Chiesa dei Santi Sebastiano e Rocco a Pergnano
- Chiesa di San Giorgio a Dorsino

### Architetture civili
- Teatro comunale di San Lorenzo in Banale

## Società

### Evoluzione demografica
Abitanti censiti